# فلوکس (ویسکانسین)
فلوکس (به انگلیسی: Phlox) یک منطقهٔ مسکونی در ایالات متحده آمریکا است که در شهرستان لانگلاد، ویسکانسین واقع شده‌است. فلوکس ۳۹۸٫۰۷ متر بالاتر از سطح دریا واقع شده‌است.